# خاکستر ۲۱۴۸۵
سیارک ۲۱۴۸۵ (به انگلیسی: 21485 Ash، نامگذاری:1998HV137) بیست و یک هزار و چهارصد و هشتاد و پنجمین سیارک کشف شده‌است که در ۲۰ آوریل ۱۹۹۸ کشف شد.
قدر مطلق سیارک برابر ۱۳.۵ است.